# Chó Pila của Argentina

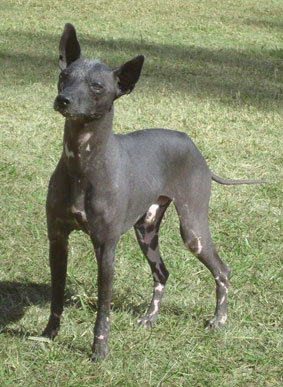
Don Pilichy Caniza, Medium Pila Chaqueño, 37cm tính tại vai.

Chó Pila của Argentina (tương tự như Khala Bolivia hay Hairless Khala) là một giống chó không có lông đặc trưng được tìm thấy ở các tỉnh phía tây bắc của Argentina. Nó là một con chó đồng hành, có kích thước từ khoảng 25 cm (10 inch) tính từ vai đến 45 cm (18 inch).

## Lịch sử
Chó Pila của Argentina là giống chó không có lông của Nam Mỹ rất giống với chó Crested của Trung Quốc, chó không lông Mexico và chó không có lông Peru, trong đó giống này và giống không lông Peru được cho là có nguồn gốc. Ý kiến khác nhau về nguồn gốc của những con chó tiền Columbus này (ngoại trừ tiếng Trung Quốc, dường như được nuôi từ Peru Hairless bởi Ida Garrett và Debra Woods trong nửa đầu thế kỷ 20 ở Mỹ), nhưng ở đó là bằng chứng về sự tồn tại của họ ở Trung và Nam Mỹ từ 3.000 năm trước. Sự khác biệt giữa các giống chó này - và có những lý do chính đáng để đề cập đến chúng như là các biến thể, chứ không phải giống chó - có thể xuất phát từ sự cô lập của từng địa phương.
Dường như không có ghi chép về sự hiện diện của những chú chó này ở Argentina trước thời kỳ thuộc địa Inca thế kỷ thứ 15. Đế quốc Inca trải dài về phía bắc dọc theo dãy Andes từ ngày nay là Peru và Peru đến Ecuador và miền nam Colombia, và về phía nam đến các vùng núi ở miền trung Chile và Argentina. Người ta cho rằng các sứ giả hoàng gia đã mang 'khalas' của họ (từ tiếng Quechua nghĩa là trần truồng hoặc hói) như là các dịch vụ trao đổi để tăng cường mối quan hệ với các thuộc địa xa xôi.